# Thaï (peuple)
Pour les articles homonymes, voir Thaïs.
Les Thaï ou les Thai Siam,,,, sont le principal groupe ethnique de Thaïlande qui s'inscrit dans un ensemble plus vaste, le peuple Tai.
Leur langue, le thaï, fait partie des langues thai de la famille thai-kadai.

## Histoire
Originaire de la Chine du Sud, le peuple thaï s’établit au Yunnan au Ier siècle av. J.-C. Les premières vagues de migration à partir de cette région vers la Thaïlande actuelle sont attestées dès le XIe siècle. Ils sont mentionnés vers 1050 dans une inscription chamedu Po Nagar de Nha Trang comme prisonniers de guerre. Les Khmers, dont l'empire s'étendait alors sur la région, appelaient ces nouveaux venus « Śyâma », un mot sanscrit (श्याम) qui signifie « brun » ou « foncé » et qui a donné le mot Siam : vers 1130-1150, ils apparaissent comme mercenaires sur l'un des bas-reliefs d'Angkor Vat (galerie sud, aile ouest).
La majorité des Thaï sont adeptes du bouddhisme theravada, qui coexiste avec la croyance aux esprits (phi et chao thi honorés dans les maisons des esprits).